# Reto Schäppi
Reto Schäppi (Horgen, 27 gennaio 1991) è un hockeista su ghiaccio svizzero.

## Carriera
Dal 2008 al 2011 ha indossato la maglia dei GCK Lions in NLB. Nella stagione 2010/11 è approdato in NLA con gli ZSC Lions, in cui milita tuttora.
Con la nazionale svizzera ha preso parte a diverse edizioni dei campionati mondiali a partire dal 2014 e ai giochi olimpici invernali 2018.